# Carl Gottlieb Munde

Carl Gottlieb Munde (* 29. März 1805 in Freiberg; † 8. Februar 1887 in Görz) war ein deutscher Sprachenlehrer und Hydropath.

## Werke (Auszug)
- Die Gräfenberger Wasserheilanstalt und die Prießnitzische Curmethode : nebst einer Anweisung, die am häufigsten vorkommenden Krankheiten, als: Gicht, Rheumatismus, Skrofeln, Syphilis, Hämorrhoiden, Fieber, Entzündungen, Influenza und eine Menge anderer chronischer und acuter Uebel, durch Anwendung des kalten Wassers mit Schwitzen, nach der Gräfenberger Curmethode gründlich zu heilen ; ein Handbuch für diejenigen, welche nach Gräfenberg oder irgend einer andern Kaltwasserheilanstalt zu gehen oder auch die Cur zu Haufe zu gebrauchen gesonnen sind, so wie für alle Kranke, die gefund werden und für Befunde, die es bleiben wollen, 1845, ZB MED digital.
- English edition or key to Dr. Carl Munde's "Briefe zum ubersetzen in das Englische" or Familiar letters, etd., on America for the use of emigrants, Leipzig 1855, Hathi Trust.

Die Gartenlaube 1867.
- Zimmerluft : Ventilation und Heizung ; ein Beitrag zur wohlfeilen Verbesserung der verdorbenen Luft, welche wir während der kalten Jahreszeit in unseren Wohnungen athmen, und welche eine der Hauptursachen der Vermehrung und Verschlimmerung von Krankheiten ist, 1876, ZB MED digital.[1]
- Unsere Haut und ihre Beziehungen zu Kaltwasserkuren : ein Führer zur Erhaltung und Wiederherstellung der Gesundheit ohne die Apotheke. 2. Auflage. Arnoldi, Leipzig  1885, UB Leipzig digital.
- Die Kaltwasser-Heilanstalt zu Tharand : die Vorzüge der Kaltwasserheilmethode vor der Medicin. Leipzig 1845.

## Rezeption
- H. Averbeck: Von Freiberg nach Northampton: Der Weg des Naturheilkundigen Dr. Carl Munde in die USA. In: Schweiz Z Ganzheitsmed. Band 27, 2015, S. 296–306. doi:10.1159/000439206
- Jürgen Fege: Dr. Carl Gottlieb Munde : Der Wasserheiler Dr. phil. Dr. med. hc. Carl Gottlieb Munde (29.3.1805 – 8.2.1887). In: Ärzteblatt Sachsen. Nr. 12, 2009, S. 644. (slaek.de)